# Mussaurus
Mussaurus ("myší ještěr"), byl rod menších býložravých sauropodomorfních dinosaurů, který se vyskytoval v období rané jury (zhruba před 193 miliony let) na území dnešní argentinské Patagonie (geologické souvrství Laguna Colorada). Jednalo se o vysoce společenského dinosaura, žijícího patrně ve značně početných skupinách, rozdělených podle věku.

## Popis

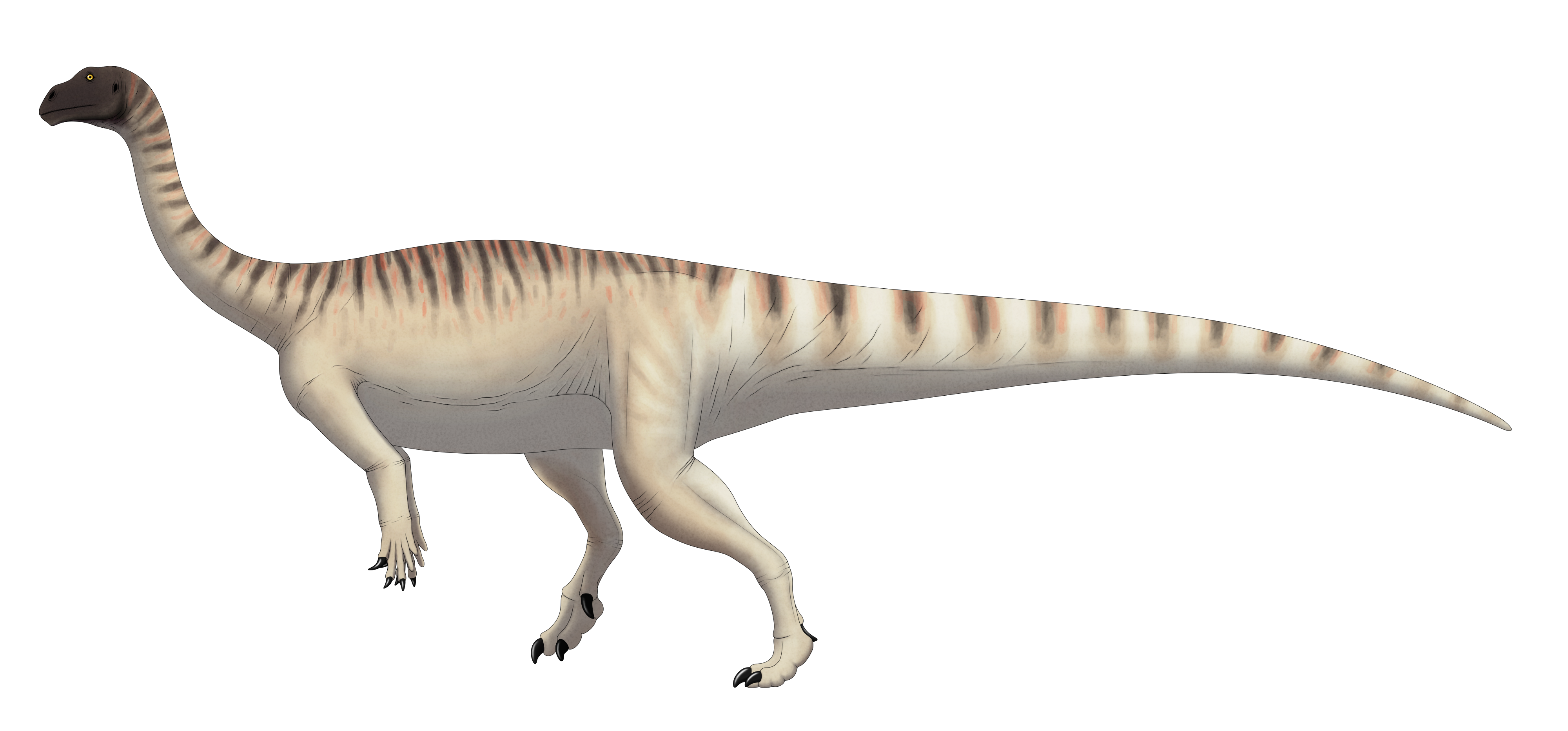
Mussaurus patagonicus - pravděpodobné vzezření dospělého jedince.

Mussaurus dosahoval v dospělosti délky asi 3 metrů a hmotnosti kolem 70 kilogramů (podle Gregoryho S. Paula dokonce 8 metrů a 1300 kilogramů), dosud však byly objeveny pouze zkamenělé kostry mláďat a vajec. Kostry embryí nebo čerstvě narozených mláďat jsou dlouhé pouze asi 20 až 37 cm. Zkameněliny byly poprvé objeveny v 70. letech minulého století v sedimentech souvrství El Tranquilo. Podle některých vědeckých studií byl tento dinosaurus spíše bipední, nikoliv kvadrupední, přičemž pohyb po všech čtyřech se u sauropodomorfů vyvinul až později.

## Ontogeneze
Srovnávací výzkum ukázal, že tito dinosauři začínali svůj život jako čtvernožci o hmotnosti kolem 60 gramů a postupně rostli do hmotnosti zhruba 7 kg ve věku jednoho roku. V dospělosti pak dosahovali hmotnosti přes 1000 kilogramů a došlo u nich k výraznému posunu centra rovnováhy. Díky tomu se z nich v dospělosti zřejmě stávali fakultativní bipedové (chodili převážně nebo pouze po zadních končetinách).
Vajíčka těchto dinosaurů mohla mít podle některých výzkumů měkký kožnatý obal a nikoliv pevnou skořápku, jak se dříve předpokládalo.
Výzkumy ukazují, že tito dinosauři žili ve velkých a početných skupinách, rozdělených i na základě věku. Jedná se o nejstarší doklad komplexního společenského chování, překonávající předchozí nejstarší fosilní záznam o 40 milionů let.

## Systematika
Sesterským taxonem tohoto jihoamerického sauropodiforma (relativně vývojově primitivního sauropodomorfa) byl čínský druh Irisosaurus yimenensis.